# Crookston (Minnesota)
Crookston è un comune degli stato americano, capoluogo della Contea di Polk, nello Stato del Minnesota.
Si estende su una superficie di 12,8 km² e nel 2000 contava 8.192 abitanti (640,5 per km²).